# Gabriel Siminic
Gabriel Siminic (n. 11 martie 1986, Reșița) este un fotbalist român, care evoluează pe postul de fundaș stânga la clubul din Liga a II-a, Șoimii Pâncota.